# 8130 Seeberg
A 8130 Seeberg (ideiglenes jelöléssel 1976 DJ1) egy kisbolygó a Naprendszerben. Freimut Börngen fedezte fel 1976. február 27-én.